# Risk!
Risk (alternativt RISK!) är ett amerikanskt poddradioprogram som började sändas 2009 och som leds av Kevin Allison. Avsnitten är minst en timme långa och består av sanna berättelser som framförs av inbjudna berättare, ofta inför publik. Berättelserna i Risk handlar i regel om erfarenheter som berättaren från början inte hade för avsikt att tala om offentligt.